# Владимиров, Евгений Юрьевич
Евгений Юрьевич Владимиров (род. 20 января 1957, Алма-Ата) — советский и казахстанский шахматист, гроссмейстер (1989). Чемпион Казахстана по шахматам среди мужчин (1998). Двукратный чемпион Казахской ССР по шахматам среди мужчин (1987, 1988). Старший тренер ФИДЕ (2004). Военнослужащий. 

## Биография
Участник Спартакиад народов СССР (1975 и 1979, в составе команды Казахской ССР); Всесоюзных турниров молодых мастеров (1975 и 1981) — 1-е; командного чемпионата мира (1981) среди молодёжи — 1-е; международных турниров: Свиноуйсьце (1978) — 1-е; Ереван (1982) — 2—4-е места. Победитель Всесоюзного турнира в Ташкенте (1987, мемориал Ходжаева).
В период с 1982 по 1986 гг. был одним из тренеров Г. К. Каспарова.

## Изменения рейтинга
| Графики недоступны из-за технических проблем. См. информацию на Фабрикаторе и на mediawiki.org. |